# Gudlavalleru
Gudlavalleru är en ort i Indien.   Den ligger i distriktet Krishna och delstaten Andhra Pradesh, i den södra delen av landet, 1 400 km söder om huvudstaden New Delhi. Gudlavalleru ligger 11 meter över havet och antalet invånare är 10 902.
Terrängen runt Gudlavalleru är mycket platt. Runt Gudlavalleru är det tätbefolkat, med 442 invånare per kvadratkilometer. Närmaste större samhälle är Gudivada, 11,1 km nordväst om Gudlavalleru. Trakten runt Gudlavalleru består till största delen av jordbruksmark.